# Kukkala trispinifrons
Genre
Espèce
Kukkala trispinifrons, unique représentant du genre Kukkala, est une espèce d'opilions laniatores de la famille des Assamiidae.

## Distribution
Cette espèce est endémique du Tamil Nadu en Inde. Elle se rencontre dans le district de Dindigul vers Kukkal.

## Description
Le mâle syntype mesure 4,5 mm.

## Publication originale
- Roewer, 1929 : « Süd-indische Skorpione, Chelonethi und Opilioniden. » Revue suisse de zoologie, Genève, vol. 36, no 4, p. 609–639 (texte intégral).